# Gemini 7
Gemini 7 (oficialment Gemini VII) va ser un vol espacial tripulat el 1965 sota el programa Gemini de la NASA. Va ser el quart vol tripulat del Gemini, el 12è americà i el 20è de la història (s'inclou els vols del X-15 sobre els 100 km). La tripulació formada per Frank F. Borman, II i James A. Lovell, Jr van estar prop de 14 dies a l'espai arribant a un total de 206 òrbites, i va ser retrobat en òrbita amb el Gemini-6A que va realitzar la primera maniobra d'encontre d'una nau espacial tripulada.

## Tripulació
| Posició         | Astronauta                              | Astronauta                              |
| --------------- | --------------------------------------- | --------------------------------------- |
| Pilot Comandant | Frank F. Borman, II Primer vol espacial | Frank F. Borman, II Primer vol espacial |
| Pilot           | James A. Lovell, Jr Primer vol espacial | James A. Lovell, Jr Primer vol espacial |

### Tripulació de reserva
| Posició         | Astronauta          | Astronauta          |
| --------------- | ------------------- | ------------------- |
| Pilot Comandant | Edward H. White, II | Edward H. White, II |
| Pilot           | Michael Collins     | Michael Collins     |

### Tripulació de suport
- Alan L. Bean (Cape CAPCOM)
- Elliot M. See, Jr. (Houston CAPCOM)
- Eugene A. Cernan (Houston CAPCOM)
- Charles A. Bassett II (Houston CAPCOM)

## Paràmetres de la missió
- Massa: 3.670 kg
- Perigeu: 161,7 km
- Apogeu: 328,2 km
- Inclinació: 28,89°
- Període: 89,39 min

### Encontre amb GT-6A
- Inici: 15 de desembre de 1965 19:33 UTC
- Fi: 16 de desembre de 1965 00:52 UTC
- Gemini 6 i 7